# Liberum Veto (zespół muzyczny)
Liberum Veto – polski zespół muzyczny hardcore punk założony w 1992 roku w Głubczycach. Zespół powstał na bazie kilku lokalnych kapel: Czerwone Fujary, Ciupagi Apokalipsy, Fakols, St. Patrick.
Debiutancki album zespołu zatytułowany "Wolny, Nie Pozwalam" został nagrany w studio w Złotej Skale w 1993 r. i został wyprodukowana przez Jarosława „Smoka„ Smaka i Roberta Brylewskiego. W 1993 grupa wzięła udział w Festiwalu w Jarocinie. Zespół został rozwiązany około 2002 roku, wkrótce po wydaniu trzeciego albumu studyjnego. W 2004 roku muzycy Liberum Veto założyli projekt dark electro Compulsive Shopping Disorder.

## Muzycy

### Skład
- Einstein – śpiew
- Kiler – gitara basowa
- Janusz „Mulek” Grzeczny  – gitara
- Adam „Kasztan” Tracz – gitara, gitara basowa
- „Gizu” – perkusja
- „Jasiu”  – gitara

## Dyskografia

### Albumy
- 1994 Wolny, Nie Pozwalam - MC / D.I.Y. / Enigmatic
- 1996 Naćpany Nudą - MC / Enigmatic
- 2000 Zbrodnia Przeciwko Świętemu Dziełu Stworzenia - MC / Enigmatic

### Reedycje
- 2012 Wolny, Nie Pozwalam - LP / 83 Records / No Bread! Records / No Pasaran / The Naturat Zine

### Kompilacje
- 1997 V/A Punx Not Kret! - MC / Enigmatic / Pasażer / Stradom Terror / Shing / Kornicore
- 1998 Liberum Veto - CD / Enigmatic